# زبان اسلاوی کلیسایی
اسلاوی کلیسایی (црькъвьнословѣньскъ ѩзыкъ، crĭkŭvĭnoslověnĭskŭ językŭ) یا اسلاوی کلیسایی نو زبان اسلاوی مقدس و محافظ کار کلیسای ارتدکس در بلغارستان، روسیه، بلاروس، صربستان، مونته‌نگرو، بوسنی و هرزگووین، مقدونیه شمالی، اوکراین، لهستان، جمهوری چک، اسلواکی، اسلوونی و کرواسی است. این زبان همچنین در کلیسای ارتدکس روسی بیرون از روسیه، اسقف‌نشین کارپاتی‌روسی آمریکا و گاهی در کلیسای ارتدکس آمریکا نیز مورد استفاده قرار می‌گیرد.
اسلاوی کلیسایی همچنین در کلیساهایی که خود را ارتدکس می‌نامند ولی با کلیسای ارتدکس ارتباطی ندارند همچون کلیسای ارتدکس مقدونی، کلیسای ارتدکس مونته‌نگرویی، کلیسای ارتدکس راستین روسی و همچنین گروه‌هایی مانند باورمندان کهن و هم‌باوران نیز کاربرد دارد.
اسلاوی کلیسایی به علاوه زبان کلیساهای کاتولیک یونانی در کشورهای اسلاوی است و گروه‌های کاتولیک‌های یونانی کرواتی، اسلواک و روتنی و همچنین کاتولیک رومی کرواسی و چکی از این زبان استفاده می‌کنند.
در گذشته در قرن هفده و هجده میلادی اسلاوی کلیسایی در کلیساهای ارتدکس رومانی‌ها و همچنین کاتولیک رومی کروات‌ها در قرون وسطای آغازین نیز کاربرد داشت. این زبان نواده مستقیم اسلاوی کلیسایی باستان است.